# Prusten

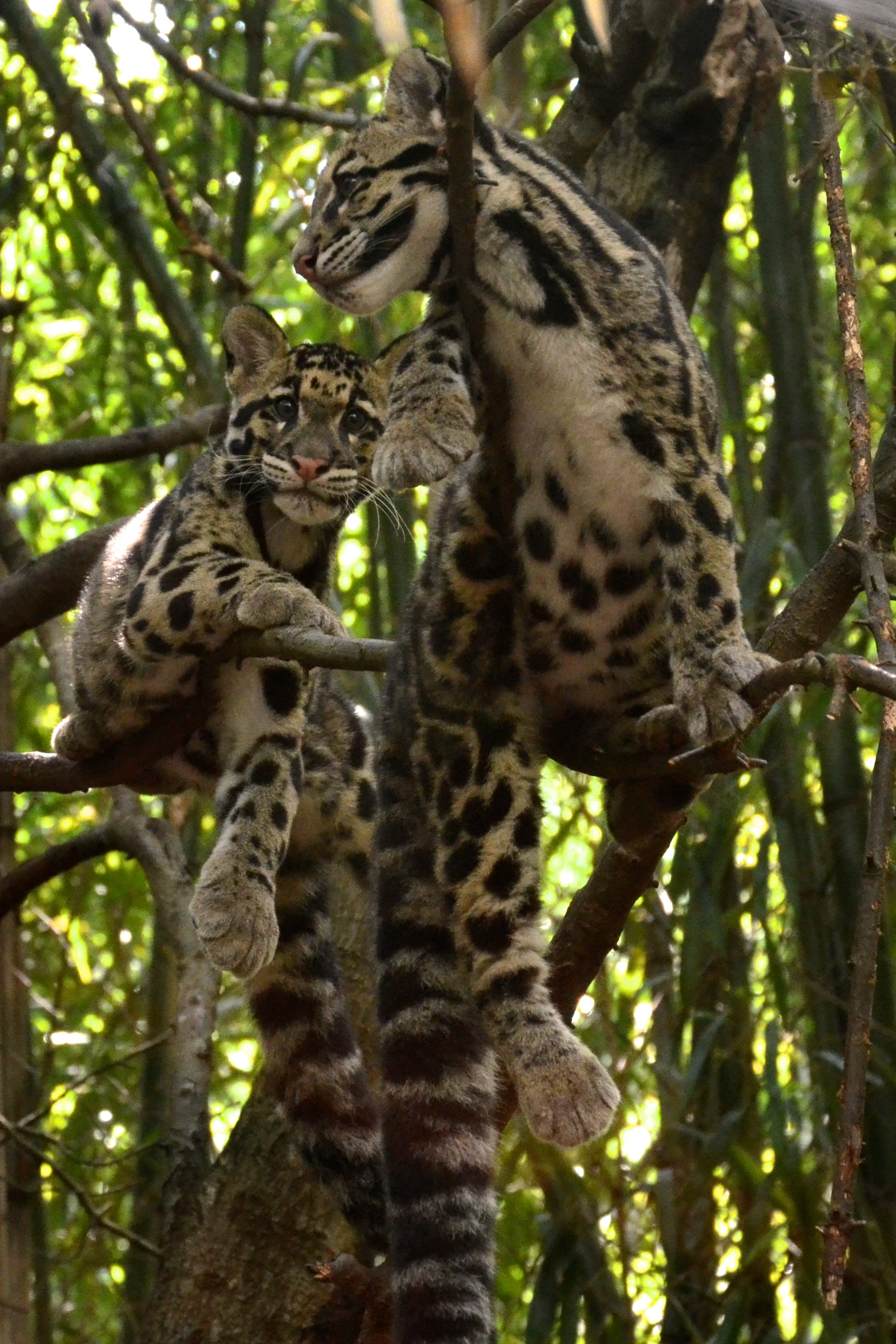
Dos leopardos de las nieves en un árbol, una de las especies que emiten prusten.

Un prusten (en alemán ‘estornudar’ o ‘inhalar’) es un sonido que hacen los tigres y leopardos de las nieves. Se trata de un equivalente en baja frecuencia al ronroneo de los gatos domésticos. La boca del animal se cierra y sopla a través de las fosas nasales, produciendo un resoplido entrecortado. Es un sonido amistoso y no amenazante, de uso frecuente cuando dos grandes felinos se encuentran entre sí en un territorio neutral, o entre pares que se cortejan. Las madres lo utilizan con sus cachorros como una forma de consuelo. Se ha documentado que algunos tigres y leopardos de las nieves en cautividad utilizan este sonido con sus cuidadores. No se debe creer que este es el sonido característico de ambos felinos, pues tanto Tigres como leopardos también pueden rugir.